# HMS Vengeance (1899)
Корабль Его Величества «Вендженс» (англ. HMS Vengeance) — эскадренный броненосец, додредноутного типа британского Королевского флота, типа «Канопус», разработан для службы в Азии.
«Венженс» и пять его систершипов (однотипных кораблей) были меньше и быстрее, чем броненосцы предыдущего типа «Маджестик», но сохранили такую же батарею из четырёх 12-дюймовых (305 мм) орудий. Их цементированная крупповская броня была тоньше, но эффективнее в отношении по весу чем гарвеевская броня установленная на «Маджестиках». Броненосец был заложен в августе 1898 года, спущен на воду в июле 1899 года, вступил в строй в апреле 1902 года.
С началом службы «Вендженс» был отправлен на Китайскую станцию, но с заключением англо-японского союза необходимость в его присутствии отпала, и в 1905 году он вернулся в Европу. В том же году он встал на ремонт, продлившийся до 1906 года. До 1908 года броненосец служил во флоте Канала, после чего перешёл во Флот Метрополии, где служил на второстепенных ролях, в том числе в роли корабля снабжения и как учебный артиллерийский корабль. В 1913 году он был переведён в 6-ю боевую эскадру Второго флота.
После вступления Британии в Первую мировую войну в августе 1914 года «Вендженс» в составе 8-й боевой эскадре нёс патрулирование в проливе Ла-Манш. В ноябре 1914 года он был переведён в Александрию для защиты Суэцкого канала. В январе 1915 года он принял участие в Дарданелльской кампании, где в феврале и марте участвовал в тяжёлых боях с целью прорваться в Дарданелльский пролив и позднее поддерживал войска, высадившиеся на берег в ходе Галиполийской кампании в апреле и мае. «Вендженс» был изношен в этих боях и вернулся в Британию для ремонта. В декабре 1915 года корабль вернулся к службе и был отправлен к побережью Восточной Африки, где участвовал в захвате Дар-эс-Салама, столицы Германской Восточной Африки. В 1917 году корабль вернулся в Британию и был выведен из строя. До 1921 году броненосец служил на вспомогательных ролях, после чего был продан на металл и в следующем году разобран.

## Конструкция

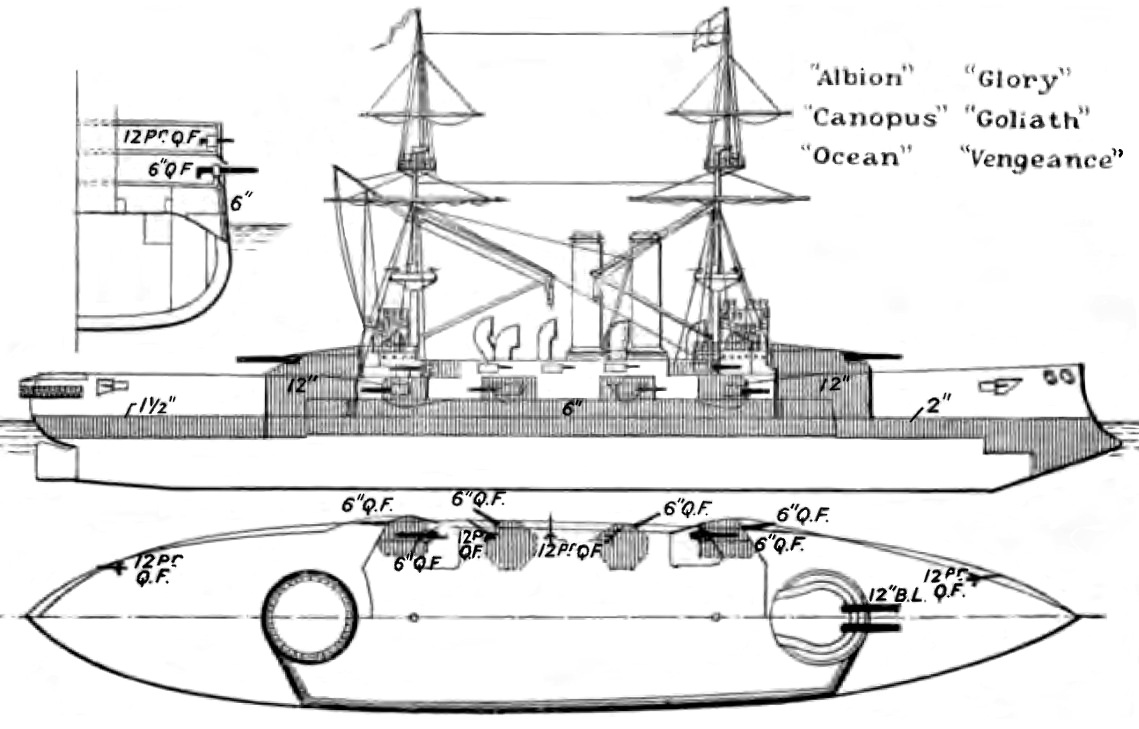
Планы броненосца, показанные в Brassey's Naval Annual 1906 года

«Вендженс» и пять его систершипов (однотипных кораблей) были созданы для службы в Восточной Азии, где Японская империя начала строить мощный флот. Тем не менее, скоро роль этих кораблей оказалась снижена после заключения англо-японского союза в 1902 году. Корабли должны были быть меньше, легче и быстрее чем их предшественники: броненосцы типа «Маджестик». «Альбион» была длиной в 421 фута 6 дюймов (128,47 м), шириной в 74 фута (23 м), осадка составляла 26 фута 2 дюйма (7.98 м). Водоизмещение составляло 13.150 длинных тонн (13.360 тонн), при полной загрузке — 14.300 длинных тонн (14.500 тонн). Экипаж корабля составлял 682 человека.
Корабли типа «Канопус» приводились в движение парой трёхцилиндровых паровых машин тройного расширения, пар для их работы образовывался в 12 котлах системы Бельвиля. Это были первые британские линкоры с водотрубными котлами, производившими больше пара при меньших расходах по весу по сравнению с газотрубными котлами, используемых кораблях ранней постройки. Благодаря новым котлам появилась возможность располагать трубы продольно, а не рядом как на многих предыдущих британских линкорах. Корабли типа «Канопус» проявили себя как ходкие пароходы, с высокой скоростью для броненосцев того времени — 18 узлов (33 км/ч) с указанной мощностью в 13.500 лошадиных сил (10.100 кВт) на два узла быстрее чем броненосцы типа «Маджестик».
«Вендженс» располагал основной батареей из четырёх 12-дюймовых (305 мм) орудий длиной в 35 калибров, размещённых в двухорудийных башнях в носовой и кормовой частях корабля. Орудия были установлены на круговых барбетах, что позволяло заряжать их со всех сторон, хотя и на фиксированной высоте. Батарея среднего калибра состояла из двенадцати шестидюймовых (152 мм) орудий длиной в 40 калибров установленных в казематах. Также корабль располагал десятью 12-фунтовыми и шестью 3-фунтовыми орудиями для защиты против торпедных катеров. Как обычно для броненосцев того времени корабль был оснащён четырьмя 18-дюймовыми (457 мм) торпедными трубами, погруженными в корпус, по два на каждом борте рядом с носовым и кормовым барбетом.
Для уменьшения веса «Вендженс» нёс меньше брони, чем броненосцы типа «Маджестик». Броневой пояс был в 6 дюймов (152 мм) а у «Маджестков» 9 дюймов (229 мм), хотя на «Маджестиках» стояла гарвеевская броня, а на «Канопусах» — крупповская, поэтому проигрыш в защищённости был не настолько большим, поскольку крупповская броня при заданном весе была прочнее гарвеевской. Также остальная броня была тоньше, чем на «Маджестиках», переборки были защищены бронёй от 6 до 10 дюймов (от 152 до 254 мм). Броня на орудийных башнях главного калибра была в 10 дюймов, барбеты имели броню в 12 дюймов (305 мм). Батарея в казематах были защищена 6-дюймовой крупповской сталью. Броня боевой рубки была в 12 дюймов. «Альбион» имел две бронепалубы толщиной в 1 и 2 дюйма (25 и 51 мм) соответственно.

## Служба

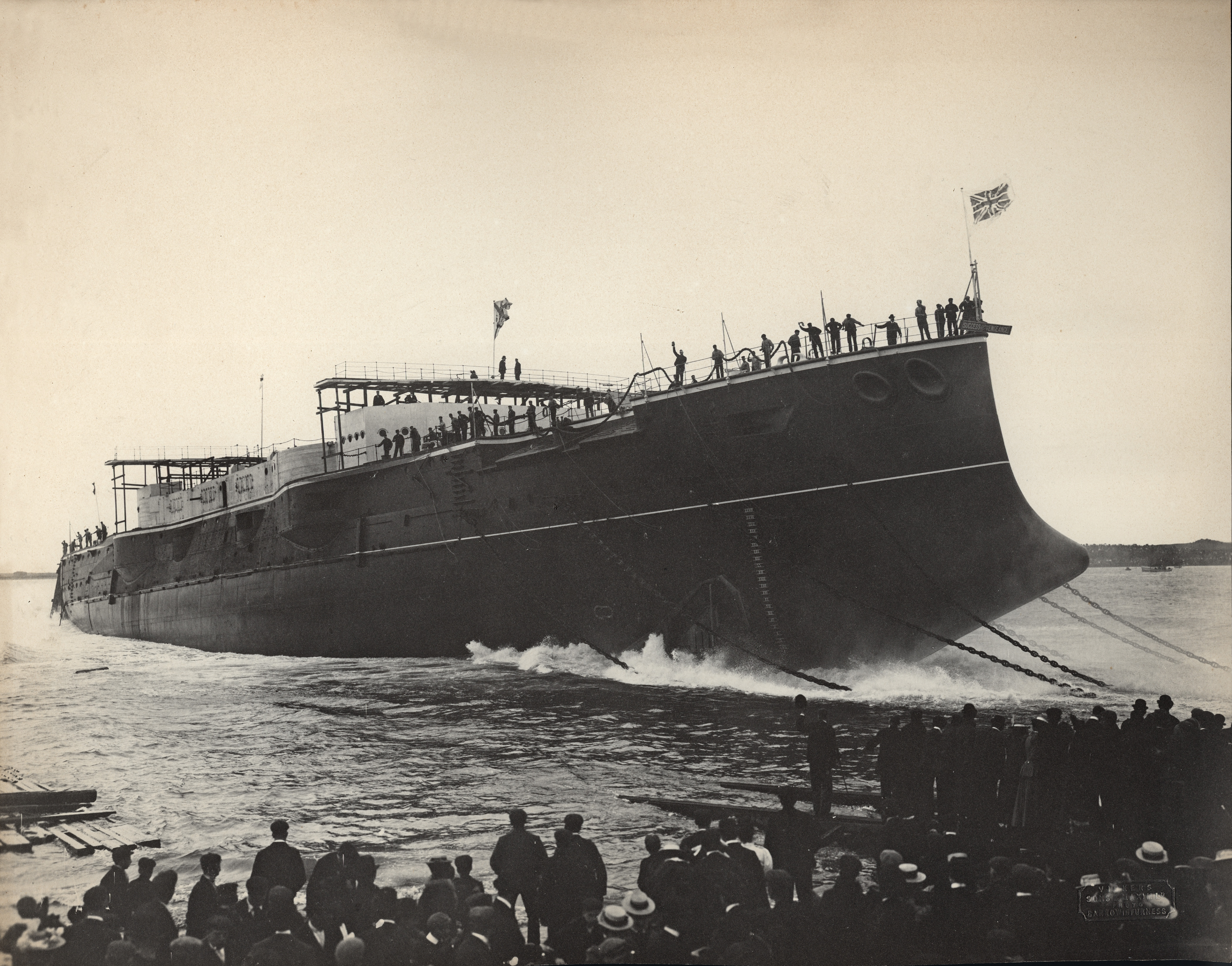
Спуск «Вендженса» на воду, 1899 год

«Вендженс» был заложен на верфи «Виккерс» в Барроу-ин-Фернесс 23 августа 1989 года. Спущен на воду 25 июля 1899 года. Завершение строительства было задержано ввиду повреждения дока и закончено только в апреле 1902 года. «Вендженс»  стал первым британским броненосцем, полностью построенным вооружённым и оснащённым одной компанией. 8 апреля 1902 года броненосец вошёл в строй в Портсмуте, капитаном стал Лели Гриир Стюарт. «Вендженс» получил назначение на Средиземноморский флот. В начале следующего месяца корабль покинул Британские острова  и прибыл на Мальту 12 мая . В сентябре 1902 года он прибыл на Эгейское море и вместе с другими кораблями находящимися на базе участвовал в объединённых манёврах у Нафплиона (Греция) . Спустя два месяца он вернулся и посетил Платеэ (Греция). В июле 1903 года корабль был переведён на Китайскую станцию чтобы сменить однотипный корабль «Голиаф». В 1903-04 годах он прошёл ремонт в Гонконге.
В 1905 году Великобритания и Япония ратифицировали союзный договор, что сократило необходимость присутствия большого британского военного контингента на Китайской станции. Командование Королевского флота отозвало все броненосцы с Китайской станции. 1 июня 1905 года «Вендженс»  был отозван и проследовал в Сингапур, где со своим систершипом «Альбион» повстречал другой систершип «Оушен» и броненосец «Центурион». 20 июня 1905 года четвёрка броненосцев вышла из Сингапура и отправились в Плимут куда прибыли 2 августа 1905 года. 23 августа 1905 года «Вендженс»  был переведён в резерв Дэвенпорта и прошёл ремонт машины и котлов, продлившийся до 1906 года.
15 мая 1906 года «Вендженс» снова вошёл в строй и приступил к службе в составе Флота Канала. 6 мая 1908 года броненосец был переведён во Флот Метрополии. 13 июня 1908 года близ Портсмута «Вендженс»  столкнулся с торговым судном SS Begore Head и получил повреждения . В феврале 1909 года корабль был переброшен в дивизион Нор, Флота Метрополии в Норе, где стал базовым кораблём для кораблей специального назначения. 28 февраля 1909 года «Вендженс»  без повреждений сел на мель в устье Темзы. В апреле 1909 года «Вендженс» стал кораблём снабжения для артиллерийской службы Чатэмской верфи, где также служил в роли артиллерийского учебного корабля. 29 ноября 1910 года «Вендженс» в тумане столкнулся с торговым судном SS Biter, повредив борт, net shelf и net booms. В дальнейшем «Вендженс»  служил в 6-й боевой эскадре базирующейся в Портленде. С января 1913 года «Вендженс» служил учебным артиллерийском корабле в Норе. 5-я и 6-я боевая эскадры сформировали ядро Второго флота.

### Первая мировая война

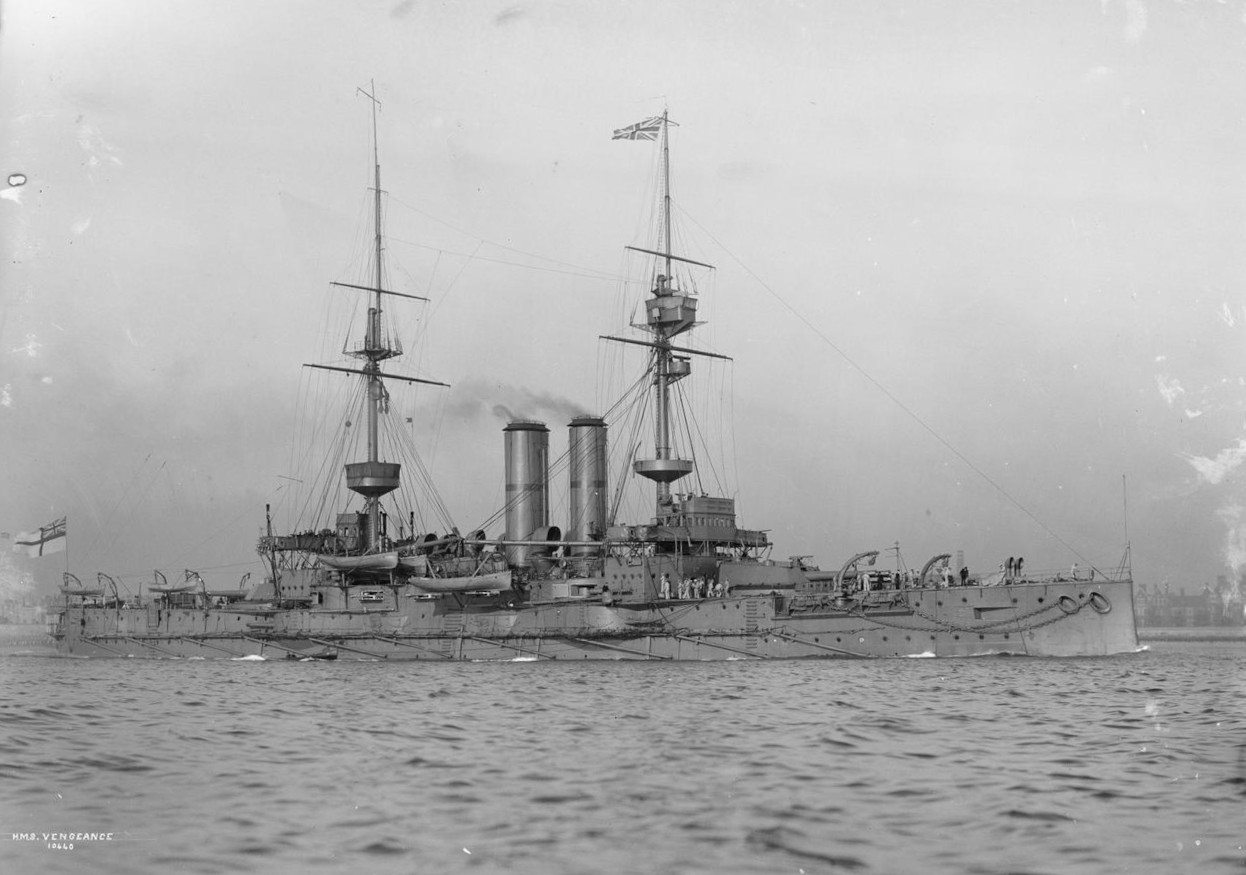
«Вендженс», 1908 год

С началом Первой мировой войны в августе 1914 года командование мобилизовало Королевский флот для борьбы с германским Гохзеефлотте (Флотом открытого моря). 7 августа 1914 года 6-я боевая эскадра была расформирована, более современные броненосцы типа «Дункан» были переданы в Гранд-флит. «Вендженс» был передан в 8-ю эскадру Флота Канала, но прослужил там недолго. 8-я эскадра получила задачу патрулировать Ла-Манш и Атлантику. 15 августа 1914 года «Вендженс» был переведён в 7-ю боевую эскадру, для смены броненосца «Принц Георг» в качестве флагмана эскадры. Вскоре половина броненосцев седьмой эскадры были отряжены для усиления крейсерских эскадр ведущих патрулирование и поиск германских рейдеров, маскирующихся под торговые суда. В составе эскадры остались «Вендженс», «Принц Георг», «Цезарь», «Голиаф» и бронепалубный крейсер «Прозерпина». 25 августа 1914 года «Вендженс» прикрывал высадку Плимутского батальона морской пехоты в Остенде (Бельгия). В ходе этой операции,  «Вендженс» и другие пять кораблей эскадры вместе с пятью эсминцами эскортировали транспорты с войсками, в то же время соединения Гранд-флита атаковали германскую патрульную линию в Гельголандской бухте, чтобы отвлечь и связать силы Гохзеефлотте.
В ноябре 1914 года «Вендженс»  был переброшен в Александрию чтобы сменить пару старых французских кораблей: броненосец «Буве» и броненосный крейсер «Амираль Шарнье» (они, в свою очередь, сменили броненосные крейсеры «Черный принц» и «Уорриор» в качестве охранных кораблей Суэцкого канала). Позднее, «Вендженс» был переброшен в Кабо-Верде (Канарские острова) чтобы сменить «Альбион» в качестве охранного судна у острова Сан-Висенти.

#### Дарданелльская кампания

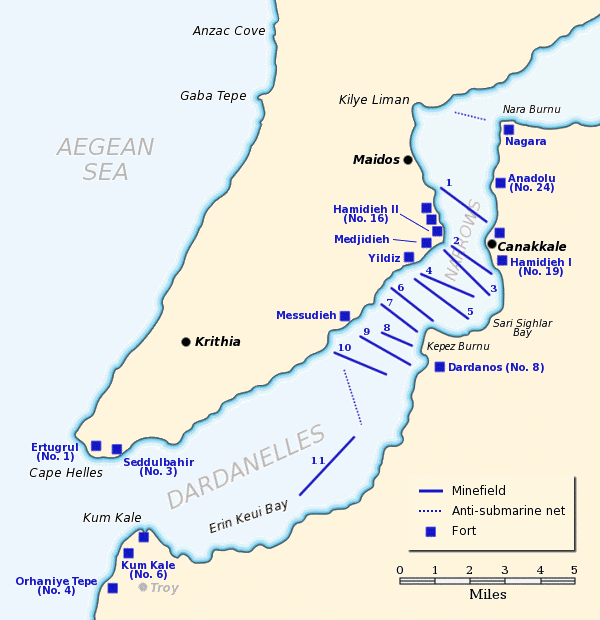
Османские укрепления в Дарданелльском проливе, 1915 год

22 января 1915 года «Вендженс» был выбран для участия в Дарданелльской кампании. В том же месяце он сделал остановку на Гибралтаре, чтобы подобрать адмирала Джона де Робека. «Вендженс» стал вторым флагманом Дарданелльской эскадры и прибыл к Дарданеллам в феврале 1915 года. Адмирал Саквиль Карден, командующий британским Средиземноморским флотом разработал план прорыва через проливы и атаки Стамбула - столицы османской империи. Согласно плану османские береговые укрепления должны быть нейтрализованы обстрелом с длинной дистанции, минные поля расчищены, после чего флот должен был зайти в Мраморное море.
18 и 19 февраля «Вендженс»  участвовал в обстреле турецких крепостей у входа в пролив, хотя будучи флагманом Робека его роль ограничилась только наблюдением за ведением огня его отрядом. У броненосца «Корнуоллис» возникли проблемы с кабестаном, он не мог стать на якорь на ударной позиции и «Вендженс» занял его место в строю. Он обстреливал крепость Оркание прямой наводкой, но наблюдение с воздуха установило, что орудия крепости остались в годности. Тем не менее, Карден приказал «Вендженсу» и нескольким броненосцам подойти ближе к целям и обстрелять их с близкого расстояния. Французский броненосец «Сюффрен» присоединился к «Вендженсу», обстреливавшему Оркание. После полудня оба броненосца перенесли огонь главных орудий на батарею в Кумкале, вторичная артиллерия продолжала обстреливать Оркание. В 16.10 Карден приказал прекратить огонь и обследовать крепость. Приблизившись к ней «Вендженс»  попал под плотный обстрел из Оркание и батареи с мыса Геллес. Командующий французским контингентом контр-адмирал Эмиль Гепрат позднее написал: «Бесстрашная атака «Вендженса» подставившего себя под огонь из крепостей, который нисколько не ослабел, стал одним из самых славных эпизодов дня.». В результате «Вендженс» получил некоторые повреждения мачт и такелажа, но прямых попаданий не получил. Несколько броненосцев пришли ему на помощь и в 17.20 Карден отдал приказ к отступлению.
25 февраля «Вендженс»   принял участие в новой атаке на крепости Дарданелл. «Вендженс» повёл на штурм отряд броненосцев, куда входили «Корнуоллис» и французские броненосцы «Сюффрен» и «Шарлемань». Отряд поддерживали один французский и три британских броненосца. Как только отряд поддержки занял позиции и начал обстреливать с большого расстояния османские батареи, «Вендженс»  и  «Корнуоллис» поошли на близкое раастояние чтобы уничтожить османские орудия огнём прямой наводкой. Де Робек подвёл «Вендженс» на расстояние в 3,7 км к укреплениям в Кумкале, броненосец десять минут вёл обстрел, после чего развернулся, чтобы позволить вступить в бой «Корнуоллису». К ним присоединились два французских броненосца и к 15.00 османские орудия были подавлены, что позволило минным тральщикам подойти и приступить к разминированию пролива. Большая часть флота отошла в ходе работы тральщиков, «Вендженс», «Альбион» и «Трайомф» остались чтобы их прикрывать. После расчитки минных полей союзный флот смог войти в Дарданеллы, что позволило атаковать укрепления вокруг города Дарданус. В то время как корабли обстреливали укрепления Дардануса, броненосцы  «Вендженс» и «Иррестисибл» отправили десант на берег, чтобы уничтожить покинутую противником батарею у Кумкале. Оба броненосца остались у берега для поддержки десантников. Десант высадился, не встретив сопротивления, но вскоре отряд высадившийся с «Вендженса» попал под обстрел османской пехоты с дальней стороны Кумкале. Лейтенант-коммандер Эрик Гасконь Робинсон, возглавлявший группу подрывников с «Вендженса» отправился вперёд, чтобы уничтожить османское зенитное орудие, затем повёл свой отряд чтобы уничтожить второе зенитное орудие и одно оставшееся орудие на батарее Орканийе. За свои действия он удостоился Креста Виктории. Сопротивление противника сорвало дальнейшие действия десантников и они вернулись на «Вендженс».
В конце февраля «Вендженсу» потребовалось техническое обслуживание котлов, и адмирал де Робек поднял свой флаг на «Иррестисибл» а «Вендженс» ушёл в Мудрос на ремонт, откуда вернулся 6 марта ко времени нового обстрела османских укреплений. В ходе этой операции де Робек снова поднял свой флаг на «Вендженсе». Согласно плану броненосец «Альбион» должен был служить наблюдателем для супердредноута «Куин Элизабет», ведущего обстрел огнём с закрытой позиции на расстоянии с которого османы не могли ответить. «Вендженс»  и ещё три броненосца прикрывали «Альбион»  в проливах. Эскадре удалось быстро подавить османские орудия у Дардануса, но мобильные артиллерийские батареи постоянно вынуждали «Альбион» и «Куин Элизабет» менять позиции, что мешало «Куин Элизабет» стрелять, а команде «Альбиона» передавать поправки на последние выстрелы. Отсутствие успехов и надвигающаяся ночь вынудили командование свернуть операцию. Через два дня «Куин Элизабет» была отправлена в проливы, чтобы подавить орудия прямой наводкой, а «Вендженс» и ещё три броненосца прикрывали их от огня мобильных гаубиц. Плохая видимость мешала артиллеристам «Куин Элизабет» и в 15.30 Карден отозвал корабли, опять ничего не достигнув.
«Венджес» принял участие в общей атаке на форты в проливе 18 марта 1915 года. Карден заболел и был вынужден передать де Робеку командование над флотом. Командующий поднял свой флаг на «Куин Элизабет»  и «Вендженс» вернулся в состав Второго дивизиона. Только после гибели броненосца «Буве», подорвавшегося на мине  «Вендженс» после полудня вступил в бой с противником. «Вендженс» обстрелял османскую батарею «Хамидие» но большинство его снарядов попали в центр крепости, вдали от орудий противника. Когда стало ясно, что артиллерию османских крепостей не удаётся подавить ко времени подхода минных тральщиков для расчистки минных заграждений в проливах, де Робек приказал флоту отходить. В ходе отступления два британских броненосца также подорвались на минах и утонули. Линейный крейсер «Инфлексибл» также подорвался на мине и после временного ремонта отправился на Мальту.
В конце апреля Первая эскадра (куда входил «Вендженс») под командованием контр-адмирала Росслина Вемисса, к которой присоединились семь других броненосцев и четыре крейсера получила приказ поддержать высадку на мысе Геллес, состоявшуюся 25 апреля. Первоначально броненосцы «Вендженс» и «Лорд Нельсон» должны были поддержать высадку в бухте Морто. Они заняли огневые позиции в 05.00 и вскоре после этого начали обстреливать османские позиции на высотах вокруг бухты. Позднее «Лорд Нельсон» отправился поддерживать другие зоны высадки расположенные южнее на полуострове, а к «Вендженс» присоединился «Принц Георг». В ходе наступления наземных сил Антанты на Критий «Вендженс» и несколько броненосцев обеспечили огневую поддержку, хотя османам удалось остановить атаку союзников в ходе первой битвы за Критий.
В начале мая «Вендженс», «Лорд Нельсон» и французский броненосец  «Жорегиберри» оставались у плацдарма, поддерживая правый фланг союзников. «Вендженс» поддерживал наземные войска в ходе османской атаки на позиции союзников в бухте Анзак 19 мая 1915 года, после чего вернулся в Мудрос, чтобы пополнить топливо и боеприпасы. 25 мая «Вендженс» вернулся к Галиполи, чтобы сменить свой систершип «Канопус». В ходе похода от Мудроса подлодка выпустила торпеду в «Вендженс», но броненосец быстро повернул направо, избежав торпеду и выпустил несколько снарядов в перископ подлодки, вынудив её уйти. В июле 1915 года «Вендженс» из-за проблем с котлами не смог участвовать в боевых действиях и до декабря 1915 года пребывал на ремонте в Дэвенпорте.

### Завершение службы
«Вендженс» снова вошёл в строй в декабре 1915 года и оставил Дэвенпорт 30 декабря 1915 года, получил назначение в Восточную Африку. В ноябре командование Королевского флота стало отправлять подкрепления в этот район для обеспечения Восточноафриканской кампании. По прибытии к месту назначения, «Вендженс» присоединился к отряду из трёх мониторов, двух крейсеров, двух вооружённых торговых судов и двух канонерок. Броненосец поддерживал захват Дар-эс-Салама в 1916 года. В феврале 1917 года «Вендженс» вернулся в Британию. Броненосец находился на приколе до февраля 1918 года, когда был вновь введен в эксплуатацию для использования в экспериментах с противовспышечной аппаратурой для орудий флота. По завершении экспериментов в апреле 1918 года броненосец был частично разоружён . Четыре каземата для 6-дюймовых орудий на главной палубе были демонтированы и четыре 6-дюймовых орудия были установлены в открытых щитах на батарейной палубе. В мае 1918 года броненосец стал исполнять роль склада боеприпасов. 9 июля 1920 года «Вендженс»  был помещён в список для продажи в  Дэвенпорте и 1 декабря 1921 года был продан на металл. Последний поход броненосца не обошёлся без приключений. 27 декабря 1921 года броненосец вышел на буксире из Дэвенпорта, но спустя два дня 29 декабря на пути к Дувру буксирный трос оборвался на походе в Английском канале. Французские буксировщики нашли броненосец и оттащили его в Шербур. Оттуда броненосец был отбуксирован в Дувр, куда прибыл 9 января 1922 года для разделки на металл.